# Roa (Burgos)
Roa ist ein Ort und eine Gemeinde (municipio) mit 2.244 Einwohnern (Stand: 2024) im Süden der spanischen Provinz Burgos in der autonomen Region Kastilien-León.

## Lage und Klima
Der Ort Roa liegt in der Iberischen Meseta auf dem nordwestlichen Ufer des Río Duero in einer Höhe von ca. 825 m. Die Provinzhauptstadt Burgos befindet sich ca. 85 km (Fahrtstrecke) nordöstlich; die Stadt Aranda de Duero liegt gut 22 km östlich. Das Klima ist gemäßigt bis warm; der eher spärliche Regen (ca. 455 mm/Jahr) fällt – mit Ausnahme der Sommermonate – übers Jahr verteilt.

## Bevölkerungsentwicklung
| Jahr      | 1857  | 1900  | 1950  | 2000  | 2017  |
| Einwohner | 2.861 | 2.794 | 3.080 | 2.249 | 2.262 |

Infolge der Mechanisierung der Landwirtschaft, der Aufgabe von bäuerlichen Kleinbetrieben und des daraus resultierenden Arbeitsplatzmangels selbst in den Kleinstädten hat die Einwohnerzahl in der Mitte des 20. Jahrhunderts einen Einbruch erlebt.

## Wirtschaft
Der Ort bildete vom Mittelalter bis in die erste Hälfte des 20. Jahrhunderts hinein das handwerkliche und merkantile Zentrum mehrerer Dörfer und Einzelgehöfte in der Umgebung. Heute sind – neben dem Weinbau im klassifizierten Weinbaugebiet Ribera del Duero – der Getreideanbau und der Tourismus in Form der Vermietung von Ferienwohnungen die wichtigsten Einnahmequellen der Gemeinde.

## Geschichte
Der Ort war ursprünglich eine Siedlung der keltischen Vaccaei und hieß damals Rauda. Nach der römischen Eroberung Hispaniens gehörte er zur Provinz Hispania Tarraconensis. Westgotische und selbst maurische Spuren fehlen. Zu Beginn des 10. Jahrhunderts wurden die Mauren von den kastilischen Grafen Gonzalo Fernández de Burgos und Fernán González bis in die Gebiete südlich des Duero zurückgedrängt (reconquista); danach betrieb man in den Gebieten nördlich des Duero eine Politik der Wiederbesiedlung (repoblación). Ende des 10. Jahrhunderts verwüstete der muslimische Heerführer Almansor letztmals die Region. Bedingt durch seine Grenzlage zur muslimischen Einflusssphäre und unterstützt durch königliche Privilegien (fueros) entwickelte sich Roa im 12. und 13. Jahrhundert prächtig. Heinrich IV. machte die Stadt im 15. Jahrhundert seinem Günstling Beltrán de la Cueva zum Geschenk.

## Sehenswürdigkeiten

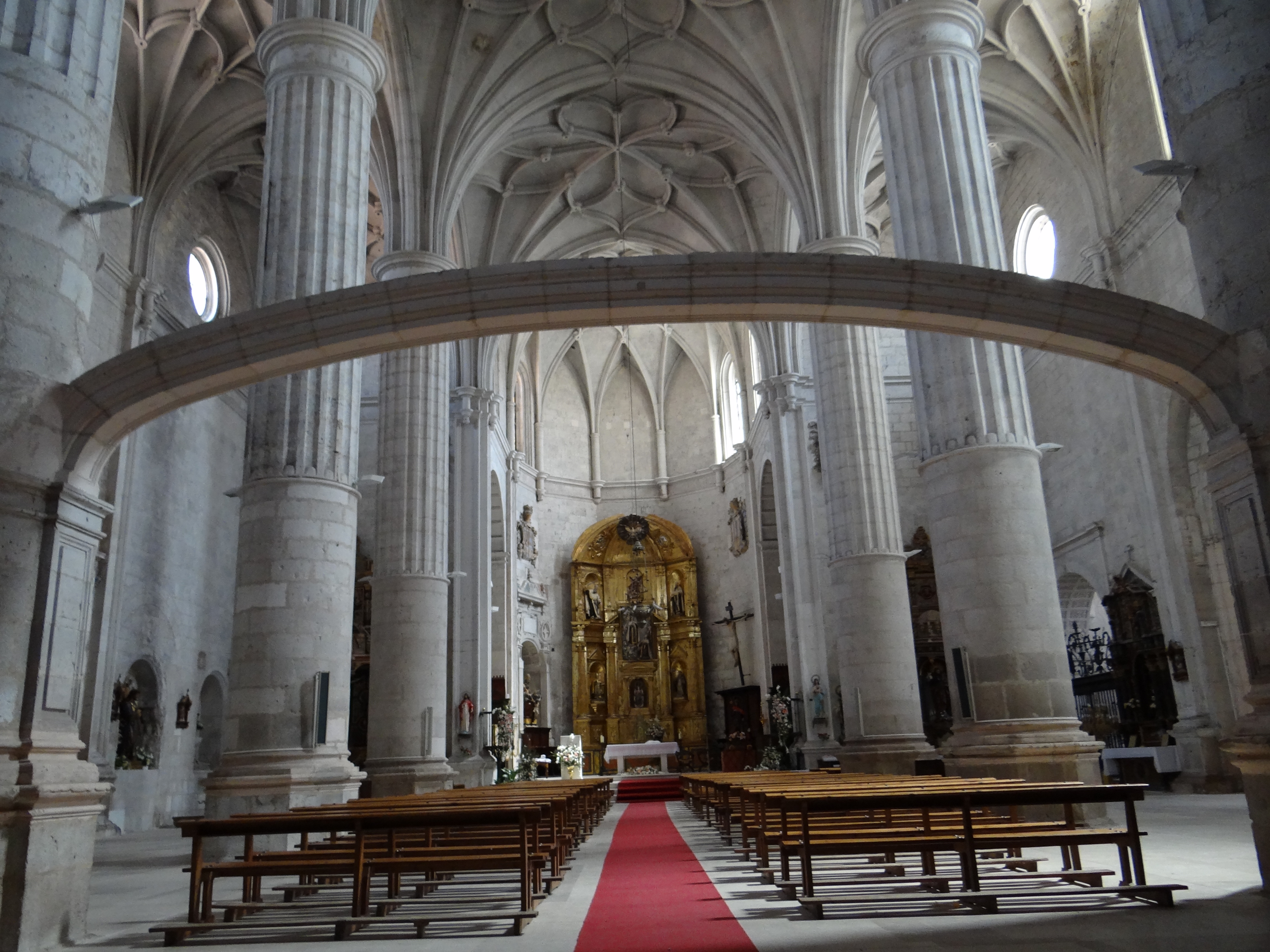
Colegiata de Santa María

- Von der im ausgehenden 13. Jahrhundert errichteten Stadtmauer (muralla) sind nur noch geringe Teile erhalten. Einige Felsenkeller (bodegas) erinnern an die lange Weinbautradition des Ortes.[5]
- Die dreischiffige Kollegiatkirche Santa María ist eine bedeutende Hallenkirche aus der Mitte des 16. Jahrhunderts; sie steht an der Stelle eines romanischen Vorgängerbaus, von dem noch das zugemauerte Westportal erhalten ist. Das hochaufragende seitlich abgeschrägte Südportal ist ganz im Stil der Renaissance gehalten, wohingegen das Innere der Kirche sowohl gotische Sterngewölbe als auch Renaissance-Elemente (kannelierte Säulen) miteinander vereinigt. Der Kruzifixus im Hauptaltar ist ein Werk des 13. Jahrhunderts.[6]
- Von der spätromanischen Kirche San Juan stehen nur noch Ruinen – darunter die eines Portals.
- Die Iglesia de San Esteban wurde im Jahr 1611 fertiggestellt. Die einschiffige Kirche besitzt einen gedrungenen Glockenturm (campanario) aber nur ein sehr zurückhaltend gestaltetes Portal. Im Innern befinden sich mehrere barocke Schnitzaltäre.[7]

## Persönlichkeiten
- Francisco Jiménez de Cisneros (1436–1517), Erzbischof von Toledo, Großinquisitor, Beichtvater Königin Isabellas von Kastilien und Politiker lebte eine Zeit in Roa
- Juan Martín Díez (1775–1825), Freiheitskämpfer in den Napoleonischen Kriegen